# Соціологія реклами
Соціо́логія рекла́ми — галузева соціологія, яка має своїм об'єктом рекламу як масова цільова комунікація з усіма атрибутами, що її супроводжують.

## Реклама як соціальний інститут
Соціальний інститут — сталий механізм спільного життя людей, усталена форма закріплення та здійснення ними спеціалізованої діяльності; виникають у процесі суспільного поділу праці. Термін широко використовується для опису регулярних і довготривалих соціальних норм, що мають важливе значення в структурі суспільства.
Реклама — (від. лат. reclamo — кричати) цільова інформація про споживчі властивості товарів та послуг з метою їх популяризації й збуту.
Реклама сформувалася як соціальний інститут і тому є декілька підтверджень, як то:
- 1) наявність регульованих законними актами норм рекламної діяльності;
- 2) стабільна структура (йдеться про узгоджену систему появи та функціонування реклами як маркетологічного інструменту та як соціального явища)
- 3) сталий тип соціальної поведінки корпоративних акторів — структурних елементів нового соціального інституту.

Реклама є продуктом ринкових відносин і використовує обидва способи спілкування : неперсоніфікований та міжособистісний з метою підтримки соціальних зв'язків з узагальненим споживачем. Йде процес створення рекламної культури.
Аудиторія споживачів реклами відрізняється від аудиторії ЗМІ, вона є орієнтиром стратегії й тактики рекламної діяльності в сучасному суспільстві. Вивчення аудиторії споживачів реклами — завдання соціологів.